# Зеленоградское городское поселение
Зеленогра́дское городско́е поселе́ние  — упразднённое муниципальное образование в составе Зеленоградского района Калининградской области. В состав поселения входит единственный населённый пункт — город Зеленоградск.

## История
Зеленоградское городское поселение образовано 18 февраля 2005 года в соответствии с Законом Калининградской области № 501.
Законом Калининградской области от 27 апреля 2015 года № 420, 1 января 2016 года все муниципальные образования Зеленоградского муниципального района — Зеленоградское городское поселение, Ковровское, Красноторовское, Переславское сельские поселения и сельское поселение Куршская коса — были преобразованы, путём их объединения, в Зеленоградский городской округ.

## Население
| 2002   | 2010    | 2012    | 2013    | 2014    | 2015    |
| ------ | ------- | ------- | ------- | ------- | ------- |
| 12 509 | ↗13 026 | ↗13 043 | ↗13 155 | ↗13 592 | ↗14 308 |

## Состав городского поселения
В состав городского поселения входит один населённый пункт.
- Зеленоградск (город, административный центр) — 17 085[10]